# Gendreville
Gendreville ist eine französische Gemeinde im Département Vosges in der Region Grand Est (bis 2015 Lothringen). Sie gehört zum Kanton Vittel im Arrondissement Neufchâteau.

## Geografie
Gendreville liegt am Fluss Anger an der Grenze zum Département Haute-Marne.
Sie grenzt im Nordosten an Beaufremont, im Osten an Malaincourt, im Südosten an Médonville, im Südwesten an Outremécourt, im Westen an Sartes und im Nordwesten an Jainvillotte.

## Bevölkerungsentwicklung
| Jahr      | 1962 | 1968 | 1975 | 1982 | 1990 | 1999 | 2008 | 2019 |
| --------- | ---- | ---- | ---- | ---- | ---- | ---- | ---- | ---- |
| Einwohner | 154  | 156  | 140  | 145  | 127  | 109  | 113  | 105  |

## Sehenswürdigkeiten

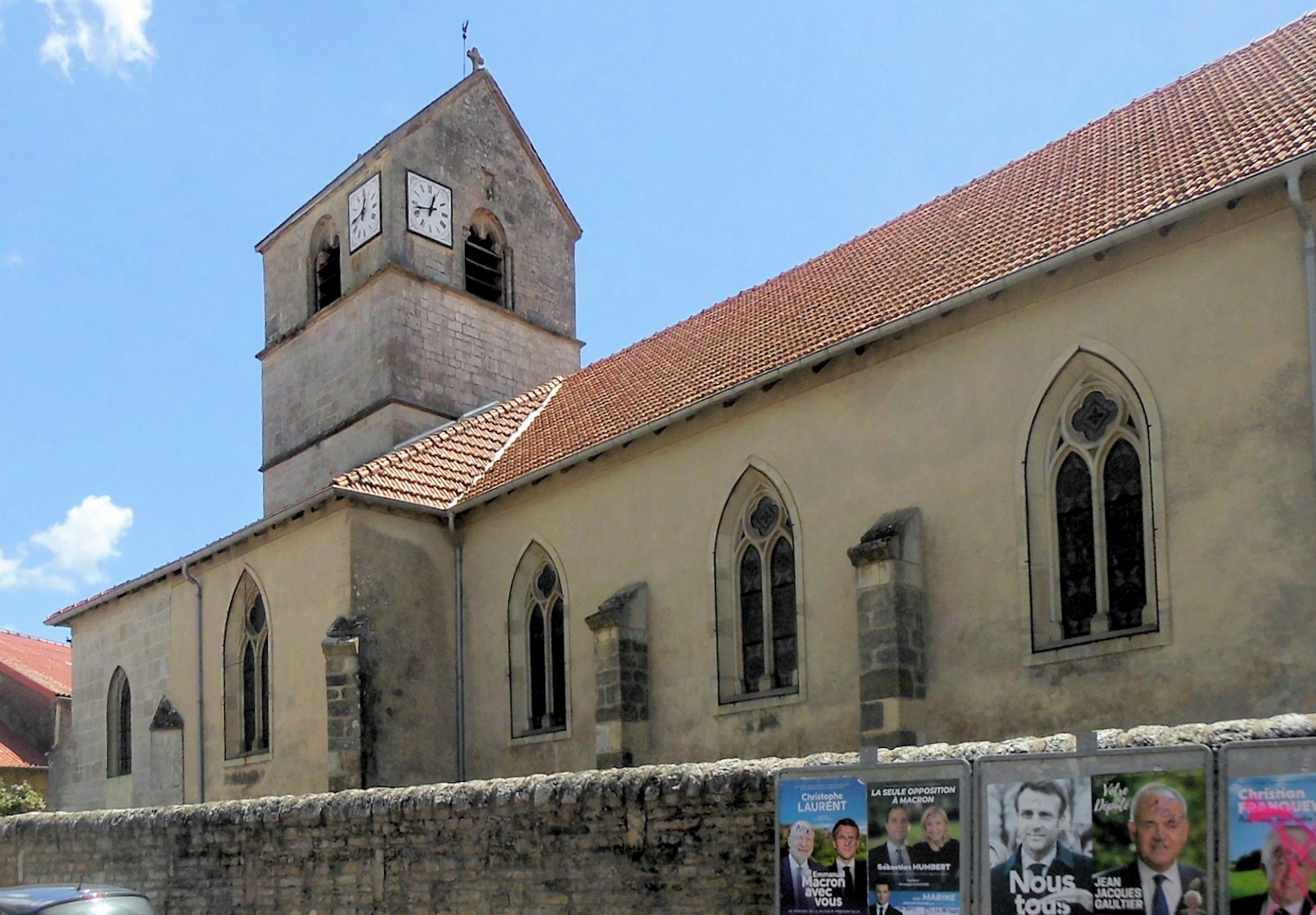
Kirche Saint-Rémi
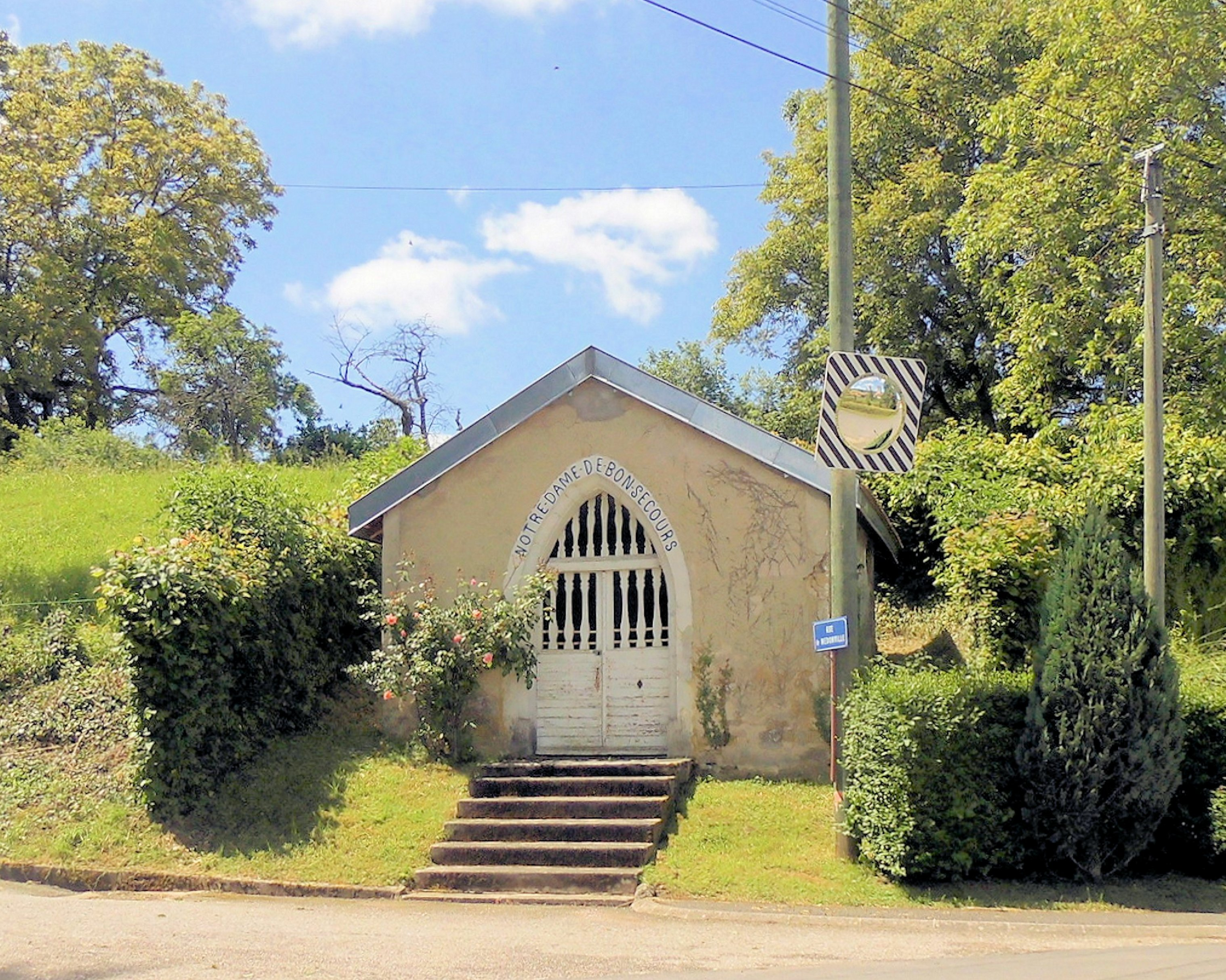
Kapellen Saint-Charles und Notre-Dame-de-Bonsecours
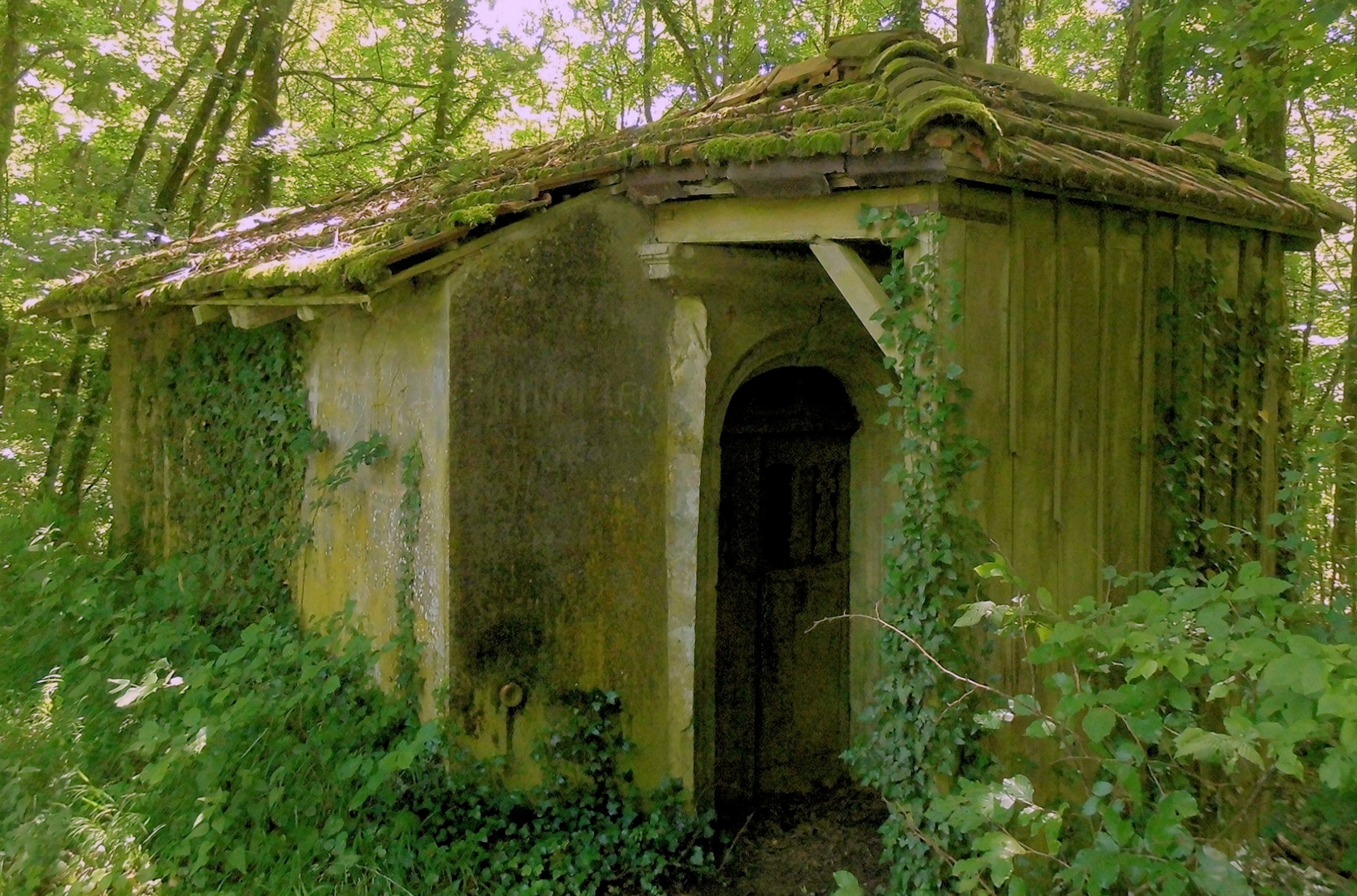
Wegkreuz, Monument historique
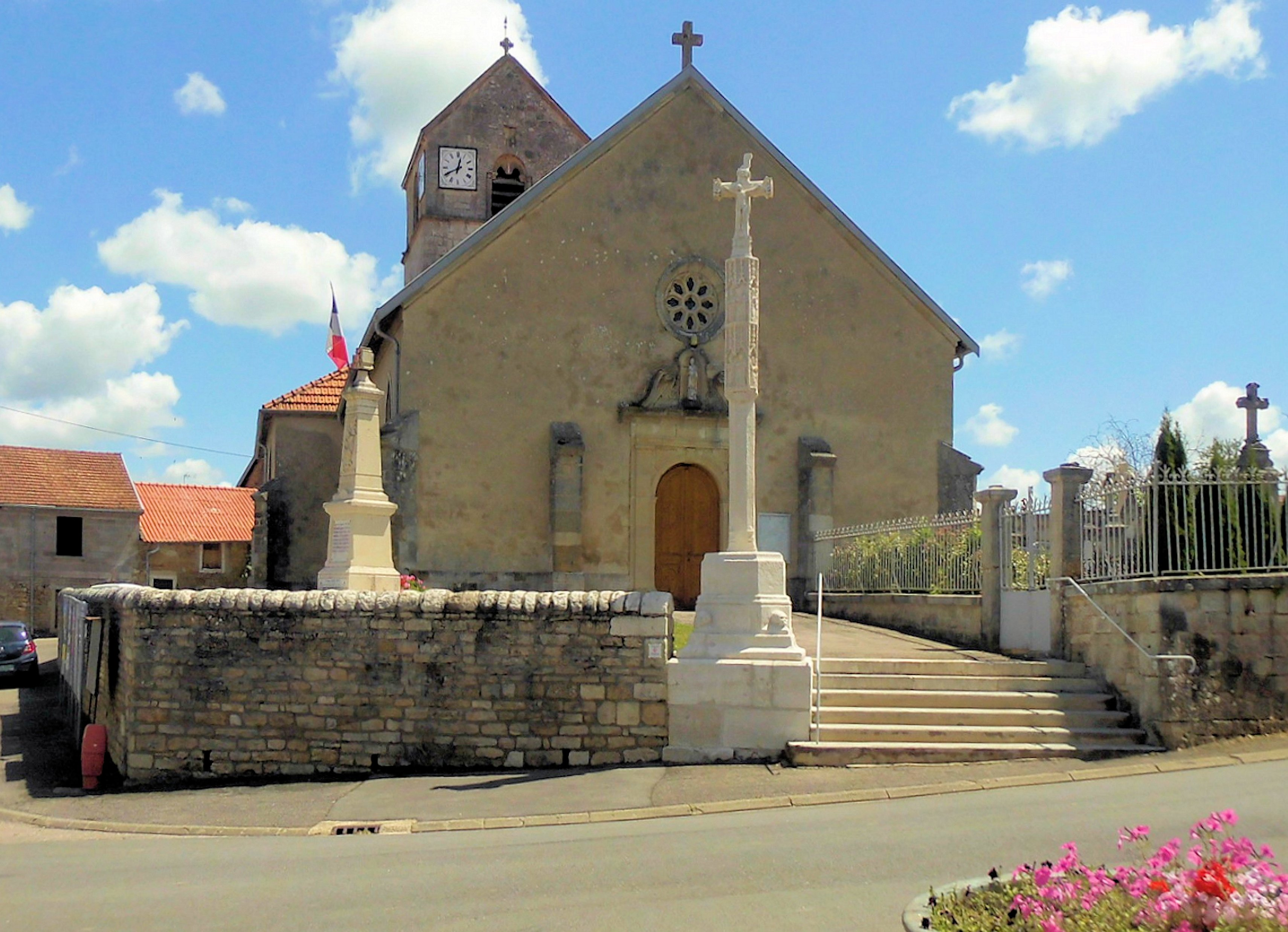
Gefallenendenkmal

- Kirche Saint-Rémi
- Kapelle Notre-Dame-de-Bon-Secours
- Kapelle Saint-Charles
- Wegkreuz und Gefallenendenkmal